# Lhéraule
Lhéraule ist eine französische Gemeinde mit 202 Einwohnern (Stand 1. Januar 2022) im Département Oise in der Region Hauts-de-France. Die Gemeinde liegt im Arrondissement Beauvais und ist Teil der Communauté de communes du Pays de Bray und des Kantons Grandvilliers.

## Geographie
Die Gemeinde liegt rund zwölf Kilometer südöstlich von Songeons und zwölf Kilometer nordwestlich von Beauvais im Einzugsbereich des Flusses Thérain.

## Einwohner
| 1962 | 1968 | 1975 | 1982 | 1990 | 1999 | 2006 | 2011 |
| ---- | ---- | ---- | ---- | ---- | ---- | ---- | ---- |
| 70   | 93   | 103  | 122  | 135  | 142  | 149  | 199  |

## Verwaltung
Bürgermeister (maire) ist seit 2006 Gérard Plée.

## Sehenswürdigkeiten

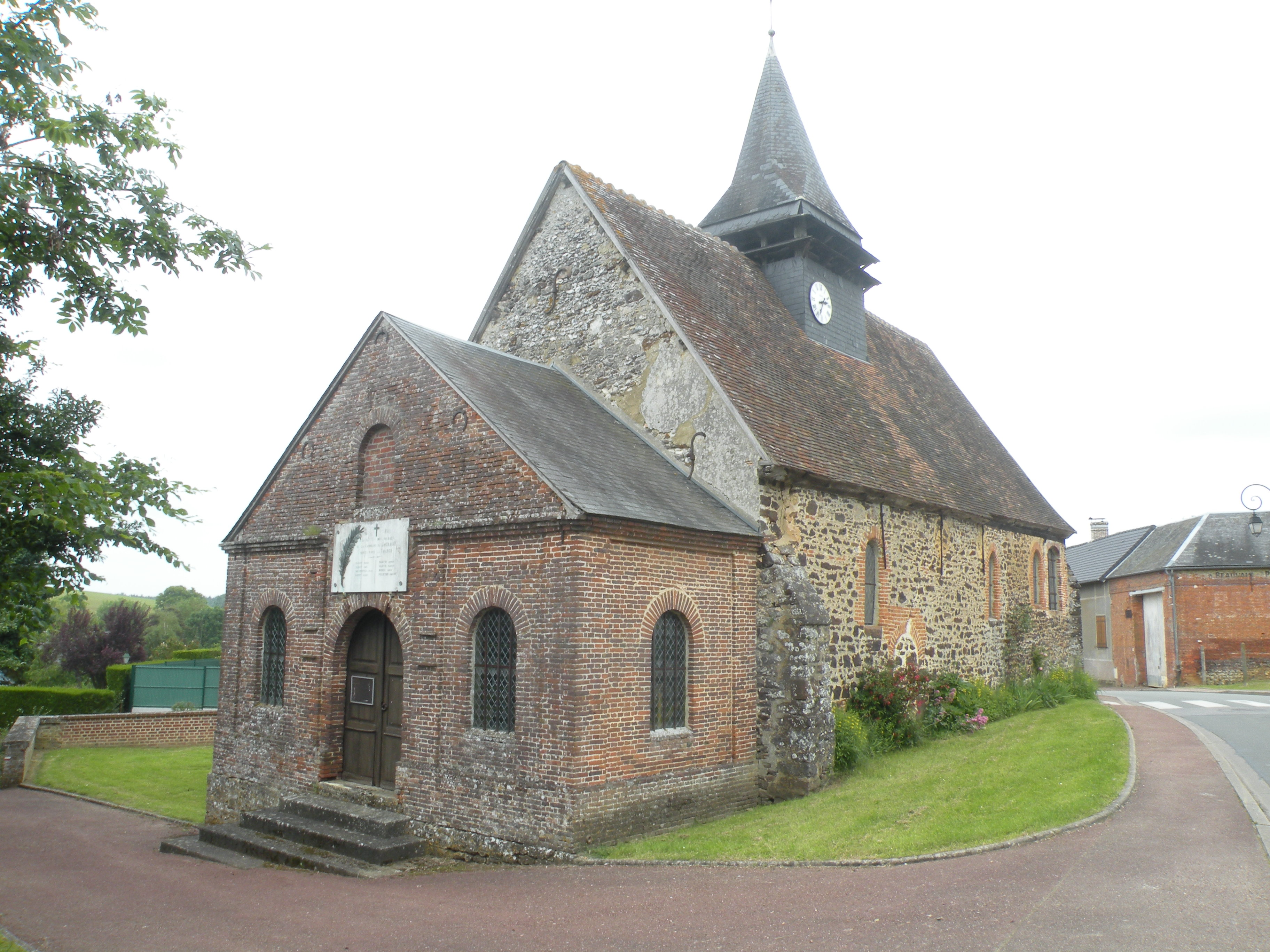
Kirche Saint-Claude

- Kirche Saint-Claude[1] (siehe auch: Liste der Monuments historiques in Lhéraule)